# Colette Suhajl al-Churi
Colette Suhajl al-Churi, także występuje jako Kulit Churi (ar. كوليت خوري; ur. 1935) – syryjska pisarka, publicystka, polityczka i dyplomatka.

## Życiorys
Pochodzi z chrześcijańskiej rodziny o tradycjach politycznych. Jej dziadek Faris al-Churi był jednym z twórców syryjskiego Bloku Narodowego i czołowym działaczem ruchu na rzecz niepodległości Syrii. Ojciec, Suhajl al-Churi, pełnił stanowisko ministra rolnictwa w drugim rządzie Marufa ad-Dawalibiego.
Jest absolwentką Uniwersytetu Damasceńskiego na kierunku język i literatura francuska. Działalność literacką podjęła, zachęcona przez dziadka. Od 1957 do początku XXI w. wydała ponad dwadzieścia powieści.
W latach 1990–1995 była deputowaną do syryjskiego Zgromadzenia Ludowego jako niezależna. Publikuje w oficjalnym piśmie syryjskiej partii Baas pod tym samym tytułem na tematy polityczne i literackie. W 2008 prezydent Syrii Baszszar al-Asad mianował ją swoim doradcą ds. literackich. Rok później została pierwszym w historii ambasadorem Syrii w Libanie.

## Twórczość
W swojej twórczości poruszała przede wszystkim problemy związane z sytuacją kobiet, rozdartych między tradycyjnym modelem życia a modernizacją, nowymi wartościami i możliwościami. Problemy kobiet opisywała śmiało, w demaskatorski sposób, przez co jej utwory budziły w Syrii żywą dyskusję i kontrowersje. Twórczość al-Churi porównywana jest z pisarstwem Ghadat as-Samman i Libanki Lajli Balabaki, również poruszającym w powieściach kwestię problemów kobiet.
Największy rozgłos wzbudziła wydana w 1959 powieść Dni z nim, w której po raz pierwszy opisała z kobiecej perspektywy miłość, co było uważane w konserwatywnym społeczeństwie za tabu. Zarówno w tej powieści, jak i w opublikowanej dwa lata później powieści Samotna noc, przedstawione postacie kobiece przeżywają kryzys wewnętrzny, uczucie pustki i zagubienia, poszukują sensu życia. Zarówno podjęcie pracy, jak i studia lub samokształcenie, tylko częściowo dają im szczęście. Powieść sugeruje, że kobiety będą spełnione dopiero w miłości, pod warunkiem, że uzyskają wolność seksualną i będą traktowane przez otoczenie na równi z mężczyznami. W innych utworach al-Churi ukazywała także obojętność społeczeństwa wobec problemów i wewnętrznych zmagań bohaterek. W opowiadaniach O, ja! oraz Zielona mgła, zawartych w tomie Ja i przestrzeń z 1961 przedstawiła kobietę zwycięską w swoich dążeniach do swobody oraz taką, która ponosi w życiu porażkę. Pierwsza z kobiet potrafi odrzucić stereotypową rolę społeczną narzucaną jej przez otoczenie i żyje zgodnie z własnymi aspiracjami. Druga ulega egoistycznie nastawionej rodzinie, przegrywa walkę o samodzielność i ostatecznie zapada na depresję. Z utworów wypływy przekonanie, że tylko silne osobowości są w stanie przeciwstawić się naciskom społeczeństwa, słabe nie będą w stanie realizować swoich aspiracji.
Od czasu Ruchu Korygującego, przejęcia autorytarnej władzy w Syrii przez Hafiza al-Asada twórczość al-Churi była oficjalnie popierana i promowana przez państwo. Po wojnie Jom Kipur al-Churi napisała poświęconą jej powieść, która stała się lekturą w syryjskich szkołach.
W 1987 wydała wspomnienia spisane przez zmarłego w 1962 dziadka.
Twórczość Colette Suhajl al-Churi zalicza się do nurtu określanego przez arabskich literaturoznawców jako at-tahlili, obejmującego szerokie spektrum stylów (od symbolizmu, poprzez surrealizm, do egzystencjalizmu). Jego cechą wyróżniającą jest podejmowanie tematów zagubienia i samotności jednostki w społeczeństwie, pustki i rozterek wewnętrznych.